# CODA: Дете на глухи родители
CODA: Дете на глухи родители е американски игрален филм от 2021 година разказващ за живота на чуващо дете в семейство на глухонеми родители. Името на филма CODA представлява акроним на английското Child of deaf adult (дете на глухи родители). Филмът се разпространява от стрийминг платформата Apple TV+ и е римейк на френско-белгийския филм от 2014 година La Famille Bélier.
Прави дебюта си на кинофестивала Сънданс през 2021 година където са купени и правата му за разпространение на стойност 25 милиона долара.
Филмът е приет много добре от критиката и печели Оскар за най-добър филм на церемонията през 2022 година, както и Оскар за най-добра поддържаща мъжка роля за Трой Коцур и Оскар за най-добър адаптиран сценарий.

## Сюжет
Руби Роси (Емилия Джоунс) е дете в семейство на глухонеми родители в Глостър, Масачузетс. Тя е единствения чуващ член на семейството, като също така и нейния брат е глух. Нейната способност да чува я превръща в много важна част от семейството като тя помага непрестанно на тях в справянето им с всекидневните задачи. Основният им начин за печелене на пари е риболовът.
Руби притежава специален глас и много обича да пее, което кара нейният учител Бернардо Вилялобос (Еугенио Дербес) да я стимулира да кандидатства с пеене в музикалния колеж в Бъркли. Новото и начинание обаче довежда до конфликт в семейството, след като решават да започнат нов самостоятелен риболовен бизнес и нейните родители разчитат много на нея като преводач.
След като посещават нейният училищен концерт, родителите и все пак решават да я пуснат да кандидатства в Бъркли и след успешно положен изпит тя е приета.